# Jingo de Lunch
Jingo de Lunch est un groupe de punk hardcore allemand, originaire du quartier de Kreuzberg, à Berlin. Formé en avril 1987, le groupe se sépare une première fois en 1996. Dix ans plus tard, en 2006, ils se reforment pour deux concerts au White Trash Fast Food à Berlin avant de continuer leurs activités jusqu'en 2012.

## Biographie

### Première période (1987–1996)
La plupart de ses membres avaient déjà une solide expérience musicale. Sepp Ehrensberger avait joué dans le groupe culte berlinois Vorkriegsjugend (1984-1985). Yvonne Ducksworth, canadienne, arrivée en Allemagne en 1983, avait chanté dans le groupe Combat Not Conform. Puis, en 1985, Tom Schwoll, Sepp Ehrensberger et Yvonne Ducksworth vont se rencontrer pour jouer ensemble dans Manson Youth, avant de fonder Jingo de Lunch. Vont se joindre à eux Steve Hahn et Henning Menke. En 1987, Jingo de Lunch sort son premier album Perpetuum Mobile, trois mois seulement après leur première répétition. Leur deuxième album Axe to Grind, enregistré en 1989, marque une orientation légèrement plus metal. Avec leur troisième album Underdog, ils prennent une nouvelle direction et s'éloignent de leurs racines underground en signant sur la major Phonogram Records. S’ensuivent deux autres albums, B.Y.E et Deja Voodoo, avant de se séparer en 1996.
Jingo de Lunch combine plusieurs styles musicaux et est un précurseur du crossover : punk rock, punk hardcore, hard rock et rock. Ils tournent plusieurs fois dans toute l'Europe en tête d'affiche ou accompagnant des groupes tels The Ramones, Bad Brains, Die Toten Hosen, Bad Religion, etc.

### Projets parallèles (1997–2005)
Après la séparation en 1996, Steve Hahn devient roadie pour les groupes punks allemands Toten Hosen et Beatsteaks. Tom Schwoll, qui avait quitté le groupe en 1994, joue depuis avec toute une série de groupes punk comme Extrabreit, Kumpelbasis, Sin City Circus Ladies, Die Skeptiker, et The Subjects.
Henning Menke joue avec Ojo Rojo, à partir de 1999, puis aussi Church of Confidence, Handfullaflowers, Die Skeptiker. En 2004, il rejoint Skew Siskin et joue également dans d'autres groupes tels Bad Brians (groupe faisant des reprises de morceaux hardcore des années 1980), Riff Raff (groupe reprenant des morceaux d'AC/DC). Sepp Ehrensberger joue dans Bomb Texas. Yvonne Ducksworth est partie vivre aux États-Unis, en Arizona, de 1996 jusqu'à 2006, période durant laquelle elle n'a plus fait de musique.

### Deuxième période (2006–2012)
En 2006, ils se reforment pour deux concerts au White Trash Fast Food à Berlin. Puis en 2007, ils ont réalisé un CD, The Independent Years, qui est une compilation de morceaux de leur premier album Perpetuum Mobile (1987) et du deuxième Axe To Grind (1989), plus  une reprise du morceau des Subhumans canadiens Fuck You (une reprise enregistrée  en 1991 pour la compilation Berlin Bullets) et le rare 12 inch Cursed Earth, sorti en quantité limitée (2000 exemplaires) en 1988 sur Bonzen Records. La sortie de cet album fut suivie d'une tournée, en septembre 2007, en Allemagne et Italie, afin de célébrer leur 20e anniversaire. Au début de 2008, le guitariste Sepp Ehrensberger a quitté le groupe et a été remplacé par Tico Zamora. À la fin de 2009, nouveau changement : les deux guitaristes Tom Schwoll et Tico Zamora quittent le groupe pour être remplacés par Gary Schmalzl.
En 2010, le groupe tourne à nouveau en Allemagne pour six dates fin février et début mars. Ils vont sortir un album live Live in Kreuzberg en septembre 2011 enregistré le 25 novembre 2010 au Lido salle du quartier de Kreuzberg, à Berlin. Ils font une dernière tournée en Allemagne en 2012 avant de se séparer définitivement en septembre 2012.

## Membres

### Derniers membres
- Yvonne Ducksworth - chant
- Gary Schmalzl - guitare
- Steve Hahn - batterie
- Henning Menke - basse

### Anciens membres
- Joseph Ehrensberger - guitare (1987-1996, 2006-2008)
- Tom Schwoll - guitare (1987-1994, 2006-2009)
- Tico Zamora - guitare (2008-2009)

## Discographie

### Albums studio
- 1987 : Perpetuum Mobile
- 1989 : Axe to Grind
- 1990 : Underdog
- 1991 : B.Y.E
- 1994 : Deja Voodoo
- 2007 : The Independent Years
- 2010 : Land of the Free-ks
- 2011 : Live in Kreuzberg

### Singles et EP
- 1988 : Cursed Earth (EP)
- 1990 : Crawl
- 1994 : Dogs Day